# Synaldis perfida
Synaldis perfida är en stekelart som beskrevs av Fischer 1970. Synaldis perfida ingår i släktet Synaldis och familjen bracksteklar. Inga underarter finns listade i Catalogue of Life.